# Cerodontha milleri
Cerodontha milleri este o specie de muște din genul Cerodontha, familia Agromyzidae, descrisă de Spencer în anul 1973. Conform Catalogue of Life specia Cerodontha milleri nu are subspecii cunoscute.